# Allodapula rozeni
Allodapula rozeni là một loài Hymenoptera trong họ Apidae. Loài này được Michener mô tả khoa học năm 1975.